# Erkki Härmä
Pour les articles homonymes, voir Erkki et Härmä.
Erik Herman Härmä dit Erkki Härmä (né le 10 juillet 1890 à Turku et mort le 10 novembre 1957 à Helsinki) est un homme politique finlandais,,. 

## Biographie
Erkki Härmä est député SDP de la Circonscription du Sud de Turku du 1er novembre 1917 au 16 mai 1918 et de la Circonscription d'Uusimaa du 22 juillet 1948 au 31 août 1949.
Erkki Härmä est vice-ministre Transports et des Travaux publics des gouvernements Pekkala (26.03.1946–29.07.1948) et Fagerholm I (29.07.1948–22.06.1949).
Il est vice-ministre du Bien-être public des gouvernements Pekkala  (12.04.1946–29.07.1948) et Fagerholm I (30.07.1948–22.06.1949).
Il est aussi vice-ministre des Affaires sociales des gouvernements Pekkala (12.04.1946–29.07.1948) et Fagerholm I (30.07.1948–22.06.1949).